# Stella (modélisation)
STELLA (Sigle de l'anglais Systems Thinking, Experimental Learning Laboratory with Animation, également vendu sous la marque iThink) est un langage graphique de modélisation des systèmes dynamiques créé par Barry Richmond en 1985. Le progiciel, distribué par iSee Systems (anciennement High Performance Systems) permet de faire tourner des systèmes modélisés de manière graphique à partir de quatre éléments de base. STELLA a été utilisé dans le monde académique à la fois comme outil d'apprentissage et pour des applications de recherche et industrielles variées.

## Histoire
Lorsqu'il était chercheur au Massachusetts Institute of Technology dans les années 1960, Jay Wright Forrester fut le premier à développer la dynamique des systèmes, qui selon lui, ne pouvait être comprise que grâce à des modèles. Barry Richmond, alors professeur en sciences des systèmes au Dartmouth College, fonda la société High Performance Systems en 1984. Avec l'aide financière de Analog Devices et l'aide technique d'Apple, il a développé STELLA (sigle anglais de Structural Thinking, Experimental Learning Laboratory with Animation) pour le compte de son entreprise,. Il présenta son prototype de langage graphique en 1985 lors de la conférence annuelle de la System Dynamics Society dans un article intitulé STELLA : Software for Bringing System Dynamics to the Other 98%,,.

## Fonctionnalités

Un modèle STELLA basique d'une population de chats. Les stocks sont représentés sous forme de rectangles, les flux sous forme de tubes arrivant ou partant des stocks, les convertisseurs sous forme de cercles, et les connecteurs sous forme de flèches courbes.

L'approche de STELLA pour modéliser les systèmes ressemble à plusieurs titres à celle de l'un de ses prédécesseurs, le langage de simulation DYNAMO. DYNAMO définissait de manière explicite des « stocks » (réservoirs) et des « flux » (entrées et sorties) comme variables clés d'un système – un vocabulaire repris dans STELLA. STELLA propose une interface graphique grâce à laquelle l'utilisateur peut créer une représentation graphique d'un système à l'aide de quatre éléments de base : des stocks, des flux, des convertisseurs et des connecteurs. Les relations entre convertisseurs (qui transmettent les variables de transformation) et les autres éléments sont dessinés grâce à des connecteurs. L'utilisateur peut fixer la valeur des stocks, des flux et des convertisseurs (y compris grâce à toute une série de fonctions incluses au logiciel). STELLA ne fait pas de différence entre variable externe et variable intermédiaire au sein d'un système : les unes et les autres sont modélisées par des convertisseurs.
Le logiciel génère des équations différentielles qui décrivent le modèle, et permet de choisir la méthode d'analyse numérique à appliquer au système, que ce soit la méthode d'Euler ou diverses méthodes de Runge-Kutta (de second ou de quatrième ordre). Avant de faire tourner un modèle, l'utilisateur doit également spécifier un pas de temps et une durée de simulation. Les données produites par STELLA peuvent être présentées soit sous forme graphique ou tabulaire.
À un instant donné, STELLA ne gère qu'une seule fenêtre, ce qui signifie qu'il ne peut faire tourner qu'un seul modèle à la fois. Les formats de fichier natifs de STELLA ont pour extension .stm, .stmx, .itm ou .itmx. Le logiciel peut tourner sous Microsoft Windows ou Mac OS X et sa version la plus récente est la 10.1.2. En 2012, deux chercheurs ont publié un logiciel nommé StellaR, capable de traduire les modèles STELLA en R.